# 第12軍 (ロシア内戦)
第12軍（だい12ぐん、ロシア語: 12-я армия）は、ロシア内戦中の1918年から1920年にかけて、赤軍に二度形成されていた編制。

## 初代第12軍
1918年9月11日付共和国革命軍事会議指令に基づく同年10月3日の南部戦線革命軍事会議指令により、アストラハンおよび北カフカース東部に形成された。当初の軍はアストラハン歩兵師団（後に第33狙撃師団）の一部であり、翌1919年2月13日には北カフカースからの第11軍も含んだ。その所属は当初の南部戦線から1918年11月3日には同戦線カスピ・カフカース部門、12月8日にはカスピ・カフカース戦線となり、1919年3月13日を以て解散した。
戦歴としては、南西アストラハン要塞地区に展開してラーザリ・ビチェラホフ (ru) の軍と戦い、12月1日にはグデルメス＝ペトロフスク間およびキズリャル＝チェルヴリョーンナヤ間の鉄道を奪取しようと試みるも、兵力不足と発疹チフスの蔓延により失敗。2月下旬には北カフカースからドンバスへ移動しようとするアントーン・デニーキンの軍を押し止めようとするも、これも失敗した。

### 構成
司令官
- アレクセイ・アフトノモフ（ロシア語版）（1918年10月3日 - 11月15日、任命されたが着任せず）
- V・L・ステパノフ（1918年10月3日 - 1919年2月14日）
- ニコライ・ジダーノフ（ru, 1919年2月14日 - 3月13日）

参謀長
- D・A・セヴェリン（1918年10月3日 - 1919年3月13日）

革命軍事会議メンバー
- N・A・アニシモフ（1918年11月15日 - 1919年2月19日）
- N・M・クズネツォフ（1918年11月15日 - 1919年3月3日）
- G・P・アントーノフ（1918年11月15日 - 1919年3月3日）
- サアク・テル＝ガブリエリャン（1919年1月22日 - 3月3日）
- ヤン・ポルヤン（1919年2月 - 3月）[3]
- A・N・パジェリン（1919年2月6日 - 3月11日）
- セルゲイ・メドヴェージェフ（ru, 1919年3月3日 - 13日）

## 第2代第12軍
1919年6月4日付共和国革命軍事会議指令に基づき、同月6日に第1 (ru) および第3ウクライナ・ソビエト軍 (ru) から編制された。その所属は当初の西部戦線 (ru) から7月27日に指令部付、9月7日から西部戦線、10月17日から南部戦線、翌1920年1月10日から南西戦線、同年8月14日から西部戦線、9月27日から南西戦線と変遷した。12月3日の共和国革命軍事会議議長令2660/532によってウクライナ・クリミア軍が南部戦線に形成されると、第12軍は南西戦線からウクライナ・クリミア軍へ移管され、その後12月25日を以て第12軍は解散した。

### 戦歴
1919年6月にはウクライナ南西部で防戦し、ポーランド第二共和国軍、ウクライナ人民共和国軍、そして南ロシア軍からヘルソン、ニコラーエフ、オデッサ、チラスポリ、ヤンポリ、カーメネツ・ポドリスク、ヴォロチスク、ルーツク、サールヌィを得た。7月から8月にはデニーキン軍が、ヘルソン、ポルタヴァ、エカテリノスラフを占拠していた第12軍の主力を分断するため、オデッサとニコラーエフへの攻撃を開始した。これによって8月14日にはイオナ・ヤキール隷下（第45・第58狙撃師団）に第12軍の南部支隊が形成されたが、9月19日に支隊は400キロメートルの撤退戦を経てジトーミルの本隊へ合流した。9月から10月には第12軍はキエフ北部でドニエプル川両岸を防衛した。11月から第12軍は攻勢に転じ、同月にチェルニゴフ、12月にキエフ、翌1920年1月にヴィーンニツァ、ベーラヤ・ツェルコフィ南部、ズナメンカ、ピャチハトカに達した。
その後、第12軍はポーランド・ソビエト戦争に参加するためキエフ、ドニエプルを離れ、4月から5月にかけてモズィリ、オーヴルチ、コーロステニ、ベロコローヴィチで戦った。南西戦線指揮下において5月26日から6月17日までキエフ市街、ドニエプル、コーロステニで (ru)、6月28日から7月11日までロヴノ地域で戦ってサールヌィを占領し (ru)、7月23日から8月20日まではストィル・ストホード両川、コーヴェリ、ヘルムなどリヴォフ地域で戦った (ru)。結果軍は大きな損害を負い、8月から9月は東へ退却した。11月にはシモン・ペトリューラおよびスタニスラウ・ブラーク＝バラホーヴィチの軍と戦い、名誉革命赤旗 (ru) を授与された。

### 構成
司令官
- ニコライ・セミョーノフ（ru, 1918年6月16日 - 9月8日）
- セルゲイ・メジェニコフ（ru, 1919年9月10日 - 1920年6月10日）
- ガスパル・ヴォスカノフ（ru, 1920年6月10日 - 8月20日）
- ニコライ・クジミン（ru, 1920年8月20日 - 10月26日、暫定）
- ニコライ・リソフスキー（ロシア語版）（1920年10月26日 - 12月25日）

革命軍事会議メンバー
- セミョーン・アラロフ（1919年6月16日 - 1920年12月1日）
- A・Ya・セマシコ（1919年6月16日 - 9月12日）
- アレクサンドル・サフォーノフ（ru, 1919年8月22日 - 9月13日）
- コンスタンチン・アフクセンチエフスキー（ロシア語版）（1919年8月13日 - 22日）
- ニコライ・ムラロフ（1919年9月8日 - 1920年7月13日）
- セラフィモフ（1920年2月18日 - 5月17日）
- ウラジーミル・ザトンスキー（ロシア語版）（1919年6月27日 - 1920年5月17日）
- ヴィタリー・コシオール（1920年8月27日 - 10月12日）
- アレクサンドル・シュムスキー（ru, 1920年10月12日 - 12月11日）
- ピョートル・トカルン（ロシア語版）（1920年11月27日 - 12月18日）

参謀長
- ガヴリール・クトゥイレフ（ru, 1919年6月16日 - 10月2日）
- V・K・セダチェフ（1919年10月2日 - 1920年10月13日）
- M・V・モルコチャノフ（1920年10月13日 - 17日）
- V・D・ラトゥイニン（1920年10月17日 - 11月17日）
- I・D・モジェノフ（1920年11月17日 - 12月25日）

部隊
- 第1ウクライナ・ソビエト師団（ロシア語版）（1919年6月 - 8月15日）
- 第7狙撃師団（ru, 1920年3月 - 12月）
- 第24狙撃師団（ロシア語版）（1920年6月）
- 第25狙撃師団（ロシア語版）（1920年5月 - 12月）
- 第44狙撃師団（ロシア語版）（1919年6月 - 1920年4月、6月 - 12月）
- 第45狙撃師団（ロシア語版）（1919年6月 - 10月、1920年3月 - 4月）
- 第46狙撃師団（1919年6月 - 7月）
- 第47狙撃師団（1919年9月 - 1920年4月）
- 第57狙撃師団（1920年2月 - 3月）
- 第58狙撃師団（ロシア語版）（1919年8月 - 1920年8月、9月 - 11月）
- 第60狙撃師団（1919年8月 - 1920年2月）
- 共和国国内保安軍独立狙撃師団（1920年11月 - 12月）
- 第9騎兵師団（ru, 1919年6月 - 10月）
- 第17騎兵師団（ru, 1920年2月 - 5月）
- 第2次第17騎兵師団（1920年10月）